# Auguste Barbier
Henri-Auguste Barbier (Paris, 29 de abril de 1805 – Nice, 13 de fevereiro de 1882), foi um poeta, contista, memorialista, libretista, crítico de arte e tradutor francês.

## Biografia
Barbier estudou no Liceu Henrique IV e durante algum tempo frequentou o curso de Direito. Fez sua estreia literária após os dias de julho de 1830 com La Curée, um poema satírico e rítmico, que foi bem recebido na época. É mais conhecido, contudo, por seus Iambes, poemas satíricos inspirados nos "Três Gloriosos" denunciando os males da época.
Realizou várias viagens à Itália: em 1832, na companhia de Auguste Brizeux (1803-1858), na segunda, escreveu as Notes d'une tournée aux environs de Rome, à Rome et à Florence, en 1838, a terceira o levou a Turim e Florença.
Foi eleito para a Academia Francesa em 29 de abril de 1869 na quarta votação por 18 votos a 14, obtidos por Théophile Gautier. Esse resultado provocou um escândalo e a revolta do apoio incondicional da princesa Matilde Bonaparte a Gautier. Montalembert expressou o sentimento geral em seu Barbier? mais il est mort! Afirmou-se até, embora sem fundamento, que ele não era o verdadeiro autor dos Iambes.
Barbier colaborou com Léon de Wailly no libreto da ópera de Hector Berlioz, Benvenuto Cellini, e suas obras incluem duas séries de poemas sobre os problemas políticos e sociais da Itália e da Inglaterra, impressos em edições posteriores de Iambes et poèmes.
Ele está enterrado no cemitério do Père-Lachaise (divisão 23).

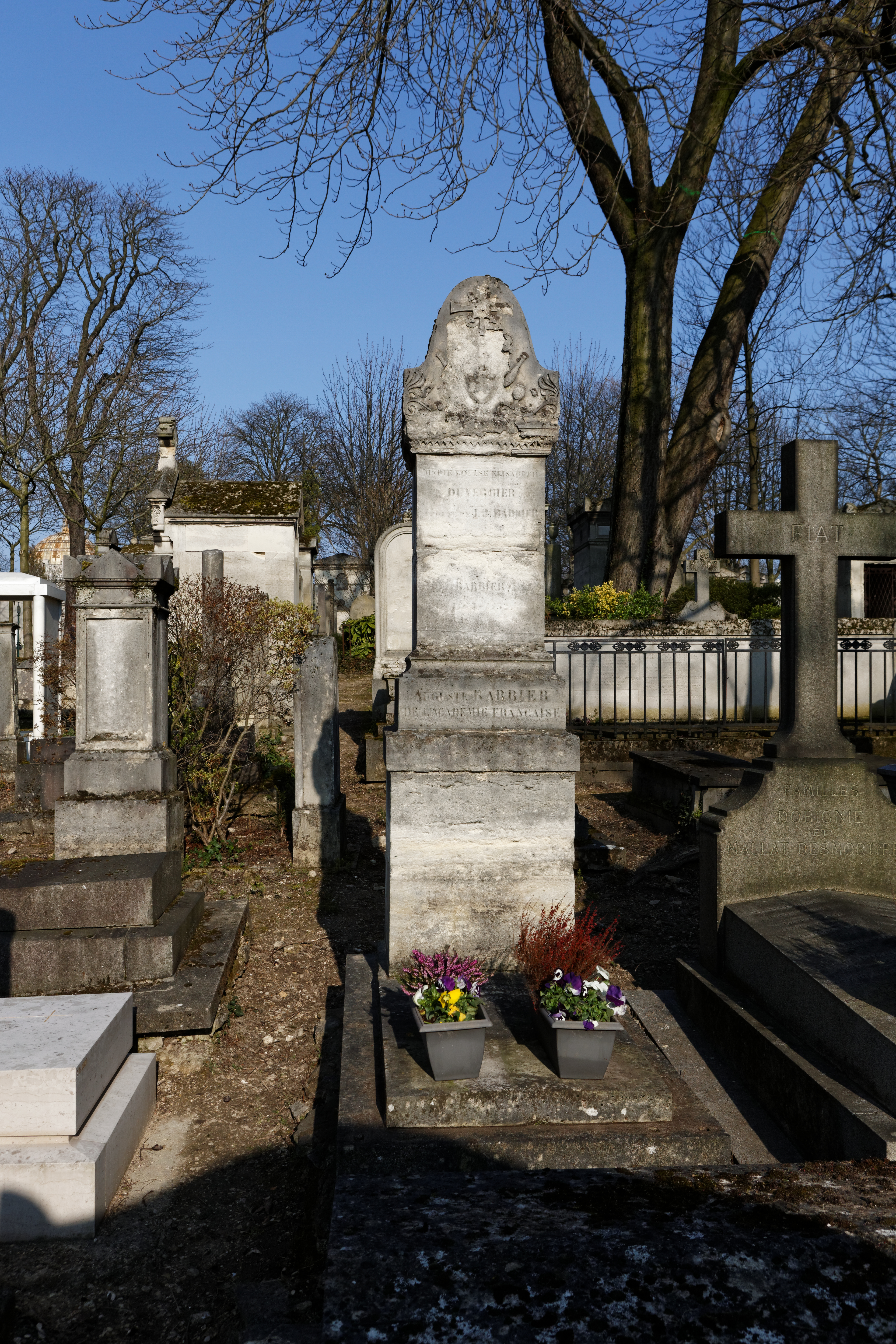
Túmulo de Auguste Barbier (cemitério do Père-Lachaise, divisão 23)

## Obras
- La Curée (1830, na Revue de Paris)
- Les Mauvais Garçons (1830) com Alphonse Royer
- Iambes et poèmes (1831)
- II Pianto: poème (1833)
- Salon de 1836. Suite d'articles publiés par le Journal de Paris (1836)
- Lazare: poème (1833)
- Satires et poèmes (1837)
- Nouvelles Satires: pot-de-vin et érostrate (1840)
- Chants civils et religieux (1841)
- Rimes héroïques (1843)
- Rimes légères: chansons et odelettes (1851)
- Satires et cahants (1853)
- Silves: poésies diverses (1864)
- Satires (1865)
- Trois passions (1867)
- Discours de réception (1870)
- Histoires de voyage: souvenirs et tableaux, 1830-1872 (1880). Reedição: Slatkine, Genebra, 1973
- Contes du Soir (1879)
- Chez les poètes: études, traductions et imitations en vers (1882)
- Les Quatre Heures de la toilette des dames: poème érotique en quatre chants (1883)
- Œuvres posthumes (4 volumes, 1883-1889)

### Traduções
- William Shakespeare: Jules César : tragédie (1848)
- Samuel Taylor Coleridge: La Chanson du vieux marin (1877)

### Livretos
- Benvenuto Cellini, ópera em 2 atos, libreto de Léon de Wailly e Auguste Barbier, música de Hector Berlioz, apresentada pela primeira vez no palco da Académie royale de musique de Paris em 3 de setembro de 1838.